# H33-as busz (Nyíregyháza)
A nyíregyházi H33-as jelzésű autóbuszvonal az Autóbusz-állomás és Kőlapos között közlekedett. A vonalat az ÉMKK üzemeltette..

## Útvonal
Autóbusz-állomás - Kőlapos:
Autóbusz-állomás - Toldi utca - Szabolcs utca - Bessenyei tér - Egyház utca - Vay Ádám körút - Nyár utca - ÉMKK Zrt. - Jósavárosi piac - TESCO áruház - TESCO (STOP.SHOP.) - Lovas iskola - Kőlapos, bejárati út - Kőlapos, Vegyes bolt - Kőlapos, autóbusz forduló.
Kőlapos - Autóbusz-állomás:
Kőlapos, autóbusz forduló - Kőlapos, Vegyes bolt - TESCO (STOP.SHOP.) - TESCO áruház - Jósavárosi templom - Jósavárosi piac - ÉMKK Zrt. - Pazonyi tér - Nyár utca - Vay Ádám körút - Kelet Áruház - Bessenyei tér - Szabolcs utca - Toldi utca - Autóbusz-állomás